# Uperoleia micromeles
Uperoleia micromeles es una especie  de anfibios de la familia Myobatrachidae.

## Distribución geográfica
Se encuentra Australia.